# Neghoc
Neghoc – wieś w Armenii, w prowincji Lorri. W 2011 roku liczyła 292 mieszkańców.